# دوشی
دوشی بغلان (به لاتین: Dushi) یک منطقهٔ مسکونی در افغانستان واقع در ولایت بغلان است که مرکز ولسوالی دوشی می‌باشد.